# Mozartkugel

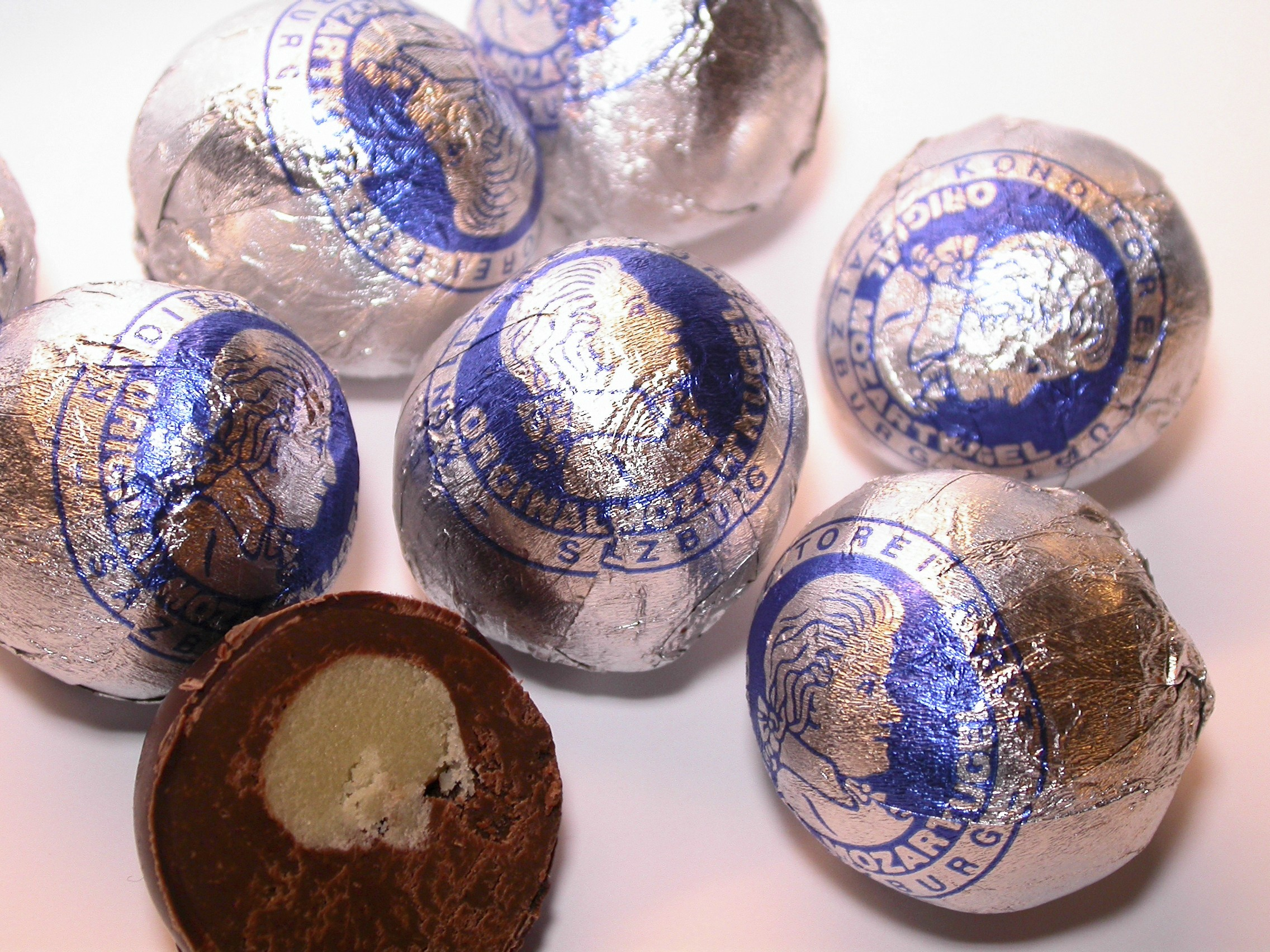
Az eredeti, Fürst-féle Mozart-golyók

A Wolfgang Amadeus Mozart osztrák zeneszerzőről elnevezett Mozart-golyó (németül Mozartkugel) egy gömb alakú édesség, pisztácia-marcipán keverék nugáttal beburkolva és csokoládéval bevonva.

## Története

Különböző Mozart-golyók

Egy salzburgi cukrász, Paul Fürst készítette először 1890-ben. A termékkel az 1905-ös párizsi világkiállításon aranyérmet szerzett.
Mivel a „Mozartkugel” elnevezést a Fürst-cég nem védette le, hamarosan további salzburgi cukrászdák is elkezdték gyártani, azonban az eredetitől kissé eltérő recepttel. Jelenleg Németországban is gyártják.
Az egyik helyi gyártó, a Salzburg Chocolate 2021-ben csődbe ment. A fizetésképtelenségi eljárás megindítása után 2022 februárjában új tulajdonos, a Mondelez újraindította a gyártást, de az erősen megnövekedett a nyersanyag-, a csomagolóanyag-, a szállítási és energiaköltségek miatt jelentősen kisebb mennyiségben. Az utolsó Mozart-golyó 2024. december 5-én készült el a  édesipari vállalat Salzburg külvárosában lévő üzemében, ahol 127 éven át készült az édesség. A termelést áthelyezik Lengyel- vagy Csehországba.

## Összetétele
Az eredeti Mozartkugel egy kézzel formázott, gömb alakú édesség. Belsejében pisztáciával dúsított marcipángolyó található, vastag nugátkrém réteggel körbevéve. Ezt a golyót egy fa pálcika segítségével olvasztott csokoládéba mártják, majd sztaniolba csomagolják. Az eredetit utánzó márkák egy része géppel készül, ezeknél a gömb alak helyett talpas félgömb formájúak az édességek.

## Névviták
Rövidesen a különböző salzburgi cukrászdák elkezdték az olcsó(bb) másolatokat készíteni, ekkor változtatta meg Fürst a terméke nevét „Original Salzburger Mozartkugeln”-re. A Fürst cukrászdában a mai napig kézzel gyártott édesség csak Salzburgban, és ott is csak négy cukrászdában kapható.

## Kapcsolódó szócikk
- Bachwürfel
- Fajtanévvé vált védjegy